# Дерій Василь Антонович
Васи́ль Анто́нович Дері́й (нар. 26 червня 1959, с. Нагірянка, Україна) — український науковець у галузі бухгалтерського обліку, аналізу та аудиту, доктор економічних наук України, професор, професор кафедри обліку і оподаткування Західноукраїнського національного університету, академік Академії економічних наук України, педагог, редактор, поет, літературознавець.

## Життєпис
Василь Антонович Дерій народився 26 червня 1959 року в селі Нагірянці Чортківського району Тернопільської області.
Закінчив Копичинський технікум бухгалтерського обліку (1977), економічний факультет Української сільськогосподарської академії (1981), аспірантуру при Київському інституті народного господарства (1990), докторантуру при Тернопільському національному економічному університеті (2012).
У 1990 році захистив кандидатську дисертацію на тему: «Облік і аналіз виробництва та реалізації продукції скотарства» (науковий керівник доктор економічних наук, професор Герасимович А. М.), а докторську — у 2012 році на тему: «Теоретико-методологічні засади обліку і контролю витрат та доходів підприємств» (науковий консультант доктор економічних наук, професор Задорожний З.-М. В.).
У 2013 році отримав диплом доктора економічних наук, а у 2016 році — атестат професора.
У 1982 році працював головним бухгалтером колгоспу «Золота нива» Заліщицького району Тернопільської області.
У 1982—1986 роках — асистент кафедри бухгалтерського обліку в сільському господарстві Тернопільського фінансово-економічного інституту, у 1986—1987 — провідний спеціаліст групи з організації обліку і звітності в сільськогосподарських підприємствах Тернопільського обласного агропромислового комітету, у 1987—1990 — аспірант Київського інституту народного господарства. У 1990—2003 роках працював на посадах викладача, старшого викладача, доцента, професора кафедри обліку і аудиту в сільському господарстві Тернопільського інституту народного господарства, Тернопільської академії народного господарства (з 1994 року). У 2003—2009 — на посаді доцента кафедри обліку і аудиту в інвестиційній сфері, у 2009—2010 — доцента кафедри обліку у виробничій сфері ТНЕУ, у 2010—2012 — докторант Тернопільського національного економічного університету. З грудня 2012 року працює на посаді виконувача обов'язків завідувача кафедри економічного аналізу і статистики ТНЕУ, з вересня 2013 року — завідувач цієї ж кафедри. З вересня 2014 року — завідувач кафедри аудиту, ревізії та аналізу, яка виникла внаслідок злиття кафедри економічного аналізу і статистики з кафедрою аудиту, ревізії та контролінгу; з червня 2017 року — професор кафедри обліку у виробничій сфері ТНЕУ (з 1 жовтня 2018 року  — змінено назву кафедри на кафедра обліку і оподаткування підприємницької діяльності у складі факультету обліку і аудиту; з 28 серпня 2019 року   — кафедра обліку і оподаткування у складі факультету фінансів та обліку; з 18 вересня 2020 року — Західноукраїнського національного університету).

## Наукові праці
Фахівець у галузі бухгалтерського обліку, аналізу та аудиту. Автор понад 270[джерело?] наукових і навчально-методичних праць. Основні праці:
- Облік, контроль і аналіз в умовах ринкових відносин.  К., 1992 (у співавторстві).
- Бухгалтерський облік у сільському господарстві.  Тернопіль, 1995 (у співавторстві).
- Економіка підприємств АПК.  Тернопіль, 1997 (у співавторстві).
- Контроль і ревізія.  Житомир: ЖІТІ, 2000 (у співавторстві).
- Контроль і ревізія в сільському господарстві.  Тернопіль, 2002.
- Аудит.  Тернопіль, 2002 (у співавторстві).
- Організація бухгалтерського обліку в підприємстві.  Тернопіль, 2003.
- Державний фінансовий контроль.  К, 2009; 2011 (у співавторстві).
- Витрати і доходи підприємств у системі обліку та контролю.  Тернопіль, 2009. 272 с.
- Основи наукових досліджень.  Тернопіль, 2012 (у співавторстві).
- Економічна енциклопедія; у 3-х томах  К.: Видавничий центр «Академія», 2000—2002 (у співавторстві).
- Економічний енциклопедичний словник: У 2-х томах.  Львів: Світ, 2005—2006 (у співавторстві).[2]
- Проблеми обліку витрат і доходів підприємства та перспективи їх вирішення в Україні. Бухг. облік і аудит. 2008. № 4. С. 7-11.
- Принципи обліку та фінансової звітності щодо витрат і доходів підприємства: вибір, розвиток. Збірник наук. праць Подільського державного аграрного технічного університету. 2009. Вип. 17. Т. 2. С. 123-128.
- Облік і контроль за витратами на виробництво біопалива. Економічний аналіз: зб. наук. праць ТНЕУ. 2010. Вип. 6. С. 414-418.
- Поняття і значення економічного контролю для мінімізації витрат та максимізації доходів підприємств. Бухг. облік і аудит. 2011. № 2. С. 48-56.
- Витрати на збут у системі обліку й аналізу невиробничих витрат. Облік і фінанси. 2013. № 4 (62). С. 20-23.
- Проблеми теорії науки, методики й організації навчання і практики економічного аналізу.  Бухг. облік і аудит. 2014. № 6. С. 3-11.
- Економічні показники витрат підприємства та собівартість продукції в обліку, статистиці й аналізі. Облік і фінанси. 2015. № 2 (68). С. 15-21 (у співавторстві).
- Історія становлення лідера.  Тернопіль-Нововолинськ, 2016 (у співавторстві).
- Організаційно-методичні аспекти обліку та контролю невиробничих витрат.  Тернопіль, 2016 (у співавторстві).
- Проблеми і перспективи розвитку статистики, аудиту та економічного аналізу.  2016 (у співавторстві).
- Класифікація культурно-історичних цінностей та їх облік і аналіз на ринку антикваріату. Економічний аналіз: зб. наук. праць ТНЕУ. 2017. Т. 27. № 3, ч. 2. С. 19-25 (у співавторстві).
- Український аудит та аудиторська діяльність: наука і практика у контексті сталого розвитку. Бухг. облік і аудит. 2018. № 7/8. С. 33-40.
- Проблеми бухгалтерського обліку й економічного аналізу в системі управління: перші захисти дисертацій українськими докторами наук, мотивація до змін. В кн.: Концептуальні основи розвитку бухгалтерського і управлінського обліку та звітності: моногр.; за ред. докт. екон. наук, проф. З.-М. В. Задорожного. Тернопіль: ТНЕУ, 2019. С. 5-11.
- Інвестиційна функція капіталу та її обліково-інформаційне забезпечення. Фінансово-кредитна діяльність: проблеми теорії та практики. Зб. наук. праць. Харків: ХННІ УБС, 2019. Вип. 4 (31). С. 428-437 (у співавторстві).
- Облік витрат у системі управління логістичною діяльністю підприємства. Економічний аналіз: зб. наук. праць ТНЕУ. 2020. Т. 30. № 1, ч. 2. С. 24-30 (у співавторстві).
- Облікові наукові школи: навч. посіб. [Електронне видання]. Тернопіль: ЗУНУ, 2021. 123 с. URL: http://dspace.wunu.edu.ua/bitstream/316497/47673/1/Облікові%20наукові%2C%20навч.%20посіб.%2018.12.2021%20р.%20123%20с..pdf
- Організація обліку та податкове планування: навч. посіб. [Електронне видання]. Тернопіль: ЗУНУ, 2022. 185 с. URL: http://dspace.wunu.edu.ua/bitstream/316497/45773/1/Дерій%20В.%20А.%20Орг.%20обліку%20та%20податк.%20планув.%2C%20навч.%20посіб.%202022.%20185%20с..pdf
- Готова продукція в системі управління матеріальними ресурсами і витратами підприємства:  обліково-аналітична категорія, класифікація, оцінка та облік. Міжнар. наук. журнал "Інтернаука". Серія: Економічні науки. 2023. № 2 (70). С. 141-153.
- Релевантна аналітика – визначальний чинник ефективного управління діяльністю підприємства. Вісник економіки.  2023. Вип. 4. С. 104-117  (у співавторстві).
- Особливості обліку зобов’язань за розрахунками з підрядниками. Інтернаука. Серія: Економічні наука. 2024. Вип. 8 (88), ч. 2. С. 103-113  (у співавторстві).
- Інформація управлінського обліку – основа для збалансованої системи показників у торгівельних підприємствах. Вісник економіки. 2024. Вип. 3. С. 139-158 (у співавторстві).
- Рогаченко Сергій Микитович – засновник кафедри бухгалтерського обліку та будівничий облікової наукової школи. Вісник економіки. 2025. Вип. 1. С. 108–125 (у співавторстві).

## Літературна творчість
Друкувався в «Літературній Україні», журналах «Київ», «Тернопіль», «Борисфен», «Дністер», «Дзвіночок» тощо.
На слова Василя Дерія написано майже 50 пісень (музика Віталія Лазаренка, Зіновії Присухіної, Василя Подуфалого, Миколи Болотного, Миколи Ведмедері, Лесі Олексюк, Миколи Шамлі, Софії Яремій). Деякі з них виконують професійний ансамбль «Дарничанка» (м. Київ), військовий ансамбль міста Тернополя, народний самодіяльний ансамбль «Горлиця» (Козівський район Тернопільської області), студенти, школярі, дошкільнята в багатьох куточках України.
У періодичній пресі опублікував низку літературознавчих статей про творчість відомих письменників Богдана Бастюка, Іванни Блажкевич, Романа Вархола, Володимира Вихруща, Ірини Дем'янової, Василя Драбишинця, Петра Сороки, Василя Тракала та інших.

### Збірки
- збірка віршів для дітей «Мій Букварику, Букводарику» (1996);
- поетична збірка «Пора каштанового цвіту» (2001);
- пісенний збірник «Мамині турботи» (1997, 2003, спільно з українським кримським композитором Віталієм Лазаренком).[3]

### Окремі твори
Вірші
- «Тернопільська земле» [Архівовано 12 серпня 2016 у Wayback Machine.],
- «Одягнімо, друже, вишиванки» [Архівовано 19 вересня 2016 у Wayback Machine.],
- «Одягнімо, друже, вишиванки!» — відеовірш Василя Дерія від «Ранку на Тисі»".

Пісні
- «Наш головний бухгалтер»,
- «Біла заметіль»,
- «Мамині турботи»,
- «Добрий день, вкраїнська школо!»,
- «Ми — українські моряки»,
- «Милий наш садочку»,
- «Зима в Тернополі» та інші.

## Нагороди і відзнаки
- Лауреат літературно-мистецької премії ім. Іванни Блажкевич (2001)[4].
- Призер обласних літературно-мистецьких конкурсів «Голос серця» (1998, 2001, 2007),
- Призер другого обласного конкурсу пам'яті поета і вченого-економіста Володимира Вихруща (2002),
- Призер всеукраїнського професійного конкурсу бухгалтерів «Міс і містер Баланс-2002»,
- Нагороджений медаллю «За збереження національних традицій» Всеукраїнського об'єднання «Країна» (2016)[5].
- Нагороджений медаллю «За професійні заслуги ІІ ступеня» Федерації аудиторів, бухгалтерів і фінансистів АПК України (ФАБФ АПКУ, 2019). Рішення Ради ФАБФ АПКУ від 21 травня 2019 року № 3.
- Нагороджений медаллю "За служіння мистецтву" (2021).
- Почесний професор Західноукраїнського національного університету (2024).